# 나가노 코이치
나가노 코이치(일본어: 永野広一 나가노 고이치[*], 1966년 12월 12일 ~ )는 일본의 성우이다.

## 출연 작품

### TV 애니메이션
1997년
- 녹색전차 해모수(오후의 태양단)

2001년
- 샐러리맨 킨타로(마에다 이치로)
- 조이드 신세기 제로(포르타)
- 탑블레이드(라이)

2005년
- 아이실드 21(구리타 료칸)